# Catherine Breillat
Catherine Breillat (ur. 13 lipca 1948 w Bressuire) – francuska pisarka, reżyserka i scenarzystka filmowa.

## Kariera
Mając 17 lat zadebiutowała w roli aktorskiej jako krawcowa Mouchette w filmie Bernarda Bertolucciego Ostatnie tango w Paryżu (1972) z Marlonem Brando. 
Nazywana jest największą prowokatorką współczesnego kina. Już od swojego debiutanckiego filmu Une vraie jeune fille (1976) Breillat konsekwentnie przekracza granice w obnażaniu kobiecości i pokazywaniu seksualności na ekranie. Wielokrotnie była na międzynarodowych festiwalach, również na tych najważniejszych: jej film Moja siostra (À ma soeur!, 2001) zdobył nagrody m.in. w Berlinie, Cannes i Rotterdamie. Po realizacji filmów 36 fillette (1988), Romans X (Romance X, 1999) ze scenami rzeczywistych zbliżeń seksualnych i obecnością męskiej gwiazdy porno, Rocca Siffrediego czy Krótki rejs (Brève traversée, 2001), udowodniła, że jest jedną z najodważniejszych i najambitniejszych współczesnych artystek filmowych. 
Największe kontrowersje wzbudziła jednak swoim dramatem psychologicznym Anatomia piekła (Anatomie de l'enfer, 2004) opartym na jej powieści Pornocratie, z udziałem Siffrediego. Film ten został nagrodzony przez jury MFF w Filadelfii, obraz pokazywany był w Polsce na 4. MFF Nowe Horyzonty w Cieszynie, gdzie wzbudził skrajne reakcje – od zachwytu po całkowite odrzucenie.
Zasiadała w jury konkursu głównego na 64. MFF w Wenecji (2007).

## Filmografia

### Scenarzystka
- 2010: Śpiąca królewna (La belle endormie)
- 2009: Sinobrody (Barbe bleue)
- 2007: Une vieille maîtresse
- 2004: Anatomia piekła (Anatomie de l'enfer)
- 2001: Moja siostra (À ma soeur!)
- 2001: Seks to komedia (Sex is comedy/ Scenes intimes)
- 2001: Krótki rejs (Brève traversée)
- 2000: Selon Matthieu (To Mathieu)
- 1994: Couples et amants
- 1992: Sale comme un ange
- 1990: Aventure de Catherine C.
- 1987: Czarny Mediolan (Milan noir)
- 1985: Policja (Police)
- 1983: A statek płynie (E la nave va)
- 1981: Skóra (La Pelle)
- 1979: Tapage nocturne
- 1977: Bilitis
- 1976: Une vraie jeune fille
- 1975: Catherine et Cie

### Reżyseria
- 2010: Śpiąca królewna (La belle endormie)
- 2009: Sinobrody (Barbe bleue)
- 2007: Une vieille maîtresse
- 2005: La Fille aux yeux d'or
- 2004: Anatomia piekła (Anatomie de l'enfer)
- 2001: Krótki rejs (Brève traversée)
- 2001: Seks to komedia (Sex is comedy / Scenes intimes)
- 2001: Moja siostra (À ma soeur!)
- 1999: Romans X (Romance X)
- 1996: Parfait amour!
- 1995: À propos de Nice, la suite
- 1992: Sale comme un ange
- 1988: 36 fillette
- 1979: Tapage nocturne
- 1976: Une vraie jeune fille

### Aktorka
- 2004: Anatomia piekła (Anatomie de l'enfer) jako Narrator (głos)
- 2002: Gosposia (Une femme de ménage) jako Constance
- 1976: Dracula – Ojciec i Syn (Dracula père et fils) jako Żona
- 1972: Ostatnie tango w Paryżu (Ultimo tango a Parigi) jako Mouchette

## Publikacje (wybór)
- L'homme facile, 1968.
- Le Soupirail, 1974.
- Tapage nocturne, 1979.
- Pornocratie, 2001.